# 穆萨·伊本·卡巴
穆萨·伊本·卡巴（公元8世纪，Musa ibn Ka'b al-Tamimi）是阿拔斯王朝开国功臣，后任地方总督。

## 传记
阿拔斯革命时期，穆萨是十二纳基卜之一，后成为军队将领，参与了扎卜河战役。 阿卜杜拉·伊本·阿里任命他为Jazira总督，期间穆萨同阿布·瓦德领导的伍麦叶军队作战。之后，他前往信德推翻当地的总督曼苏尔·伊本·居胡尔（Mansur ibn Jumhur）。曼苏尔战败后，死在了沙漠中。穆萨成为了信德省总督，直到754年阿布·阿拔斯死亡。 于是他让自己的儿子Unayna代管信德，自己返回库费。
758年，哈里发曼苏尔任命穆萨为埃及总督，同年穆萨死于任上。
之后，穆萨的儿子Unayna在信德反叛被杀。